# Athetesis
Athetesis is een kevergeslacht uit de familie van de boktorren (Cerambycidae). De wetenschappelijke naam van het geslacht werd voor het eerst geldig gepubliceerd in 1870 door Bates.

## Soorten
Athetesis omvat de volgende soorten:
- Athetesis angulicollis (Zajciw, 1961)
- Athetesis prolixa Bates, 1870